# Strielna
Strielna (ros. Стрельна) – osiedle w Rosji, w rejonie pietrodworcowym Petersburga. 

## Historia i opis
Rozwój miejscowości związany jest z budową pałacu Piotra Wielkiego. Pierwsza wzmianka o miejscowości pochodzi z 1706. Za życia cara na terenie miejscowości wzniesiono pałac drewniany (1711-1717), rozpoczęto również prace nad Pałacem Konstantinowskim (w 1720) oraz otaczającym go parkiem. Ostatecznie carski pałac w Strielnej nie stał się główną wiejską rezydencją carów, zadania te przejął kompleks pałacowy w Peterhofie. Strielna stała się jedynie jedną z rezydencji podróżnych, a w 1722 Piotr Wielki podarował obiekt córce Elżbiecie. Własnością rodziny carskiej pałac był do rewolucji 1917 r.. 
W 1732 w Strielnej powstał prawosławny męski klasztor Trójcy Świętej i św. Sergiusza z Radoneża, nazwany Pustelnią Nadmorską. W XIX w. Strielna rozwijała się jako miejscowość letniskowa. W latach 1830–1840 powstał w niej 19-hektarowy park Orłowski z dworem.
W 1919 władze radzieckie zlikwidowały Pustelnię Nadmorską. Cerkwie klasztorne pozostały czynne do 1931. 
Podczas II wojny światowej wojska niemieckie zniszczyły dwór w parku Orłowskim, wskutek ostrzału ucierpiały również nieczynne cerkwie poklasztorne, których ruiny po wojnie rozebrano. W Pałacu Konstantinowskim po rewolucji październikowej znajdowało się najpierw sanatorium, następnie Szkoła Arktyczna, zaś przed 2003 obiekt odbudowano w przeznaczeniem na jedną z rezydencji prezydenta Rosji. W 1993 ponownie otwarto Pustelnię Nadmorską.
Przez Strielną przebiega Droga Peterhofska, miejscowość łączy również z Petersburgiem linia tramwajowa.